# Tout est permis (film, 1977)
Pour les articles homonymes, voir Tout est permis.
Pour plus de détails, voir Fiche technique et Distribution.
Tout est permis est un film érotique français réalisé par Jean Desvilles sorti sur les écrans en 1977.

## Synopsis
Jacques et Annie, qui sont mariés depuis une dizaine d'années, tiennent une boutique de vêtements, fréquentée exclusivement par la gent féminine… Jacques, qui trouve ses clientes particulièrement séduisantes, a du mal à rester fidèle à son épouse. Celle-ci n'apprécie guère son comportement, et le couple décide, d'un commun accord, de se séparer.

## Fiche technique
- Titre : Tout est permis
- Réalisateur : Jean Desvilles
- Production :
- Distribution :
- Pays d'origine :  France
- Genre : érotique
- Durée : 1 h 40
- Date de sortie : 11 mai 1977

## Distribution
- Claude Janna
- Élisabeth Buré
- Erika Cool
- Jocelyne Clairis
- Marie Thérèse Marat
- Marie-Christine Chireix
- Martine Grimaud
- Maryline Guillaume
- Charlie Schreiner